# Гуго дю Перш
Гуго дю Перш (фр. Hugues du Perche; ум. после 1000) — французский феодал, сын Фулькуа, графа де Мортань-о-Перш и сеньора де Ножан-лё-Ротру, и Мелизанды де Ножан, дочери Ротру I де Ножан.

## Биография
Гуго был младшим сыном графа де Мортань Фулькуа. Это родство установлено на основании акта о пожертвовании монастырю Сен-Винсент-дю-Ман, датированного 1065 годом. Неизвестно, какие владения находились под управлением Гуго. Возможно он какое-то время управлял графством Гатине по праву своей жены Беатрис, однако хронология правления ранних графов Гатине очень запутана и неточна, а документального подтверждения этого не существует.
Личность Гуго тесно связана с проблемой происхождения дома Гатине-Анжу, одной из ветвей которого была английская королевская династия Плантагенетов. Согласно поздним генеалогиям родоначальником, дома Гатине-Анжу был Бушар, граф Гатине, оставивший сына по имени Жоффруа II Ферреоль (ум. 1043/1045). Однако в ранних источниках граф Гатине по имени Бушар не упоминается, и современные исследователи считают Бушара выдумкой средневековых генеалогов. По версии Эдуарда де Сен-Фаль, развитой Кристианом Сеттипани, в действительности отцом Жоффруа II был Гуго дю Перш, который женился на Беатрис, дочери Обри II де Макон, вдове Жоффруа I, графа Гатине, благодаря чему его сын Жоффруа и унаследовал Гатине после смерти графа Обри Кривого, сына Беатрис от первого брака. Этот брак установлен по акту, датированному 26 мая 1028 года, который был подписан пасынком Гуго, графом Гатине Обри I, а также епископом Парижа Франконом. В качестве свидетелей там упомянуты 2 сына Гуго — Жоффруа и Лето.
Гуго происходил из семьи виконтов Шатодёна, вассальной графам Блуа, а графы Гатине были вассалами Капетингов. Дом Блуа также враждовал с домом Анжу в X—XII веках, поэтому Плантагенеты (потомки Гуго) пытались скрывать происхождение их предка из семьи, вассальной графам Блуа.

## Брак и дети
жена: с ок. 1000 Беатрис де Макон, дочь Обри II, графа де Макон, вдова Жоффруа I, графа Гатине
- Жоффруа II Ферреоль (ум. 1043/1045), граф Гатине, родоначальник дома Гатине-Анжу
- Лето I (ум. 1050), сеньор де Ивр с 1028, родоначальник виконтов де Фессар